# 三重県立盲学校
三重県立盲学校（みえけんりつ もうがっこう）は、三重県津市高茶屋四丁目にある県立盲学校。視覚障害のある児童・生徒が学ぶ。

## 所在地
- 三重県津市高茶屋4-39-1

## 周辺
東隣に津市立南郊中学校がある。盲学校へはJR東海 紀勢本線・伊勢鉄道・近鉄名古屋線津駅東口から1番乗り場三重交通バス34-1・34－3・34－5系統「警察学校」行きで「自動車学校前」下車、徒歩4分またはJR東海紀勢本線高茶屋駅 から徒歩約10分である。
- 三重中央自動車学校
- 三重県警察学校
- 津市高茶屋市民センター
- 津市立高茶屋小学校

## 設置学部
- 小学部
- 中学部
- 高等部
  - 普通科
  - 保健理療科
  - 専攻科保健理療科
  - 専攻科理療科

## 歴史
- 1919年（大正8年）12月2日 - 三重盲唖院として開校。
- 1921年（大正10年）4月1日 - 私立三重県盲唖学校に改称。
- 1925年（大正14年）4月1日 - 県に移管となり、三重県立盲唖学校と改称。
- 1947年（昭和22年）4月1日 - 三重県立盲学校、三重県立ろう学校に分離独立する。
- 1948年（昭和23年）4月1日 - 高等部設置。
- 1951年（昭和26年）3月31日 - あんま師、はり師、きゅう師養成学校に認定。
- 1966年（昭和41年）1月15日 - 現在地に新築・移転。

## スクールバス
2016年（平成28年）12月27日に三重交通グループホールディングスからいすゞ自動車製の29人乗りのスクールバスが寄贈された。2000年（平成12年）頃から使用している盲学校のバスがエンジントラブルを起こしていたことから、三重交通グループホールディングスが設立10周年記念に贈ったものである。